# Monti Topatopa
I monti Topatopa sono una catena montuosa nella contea di Ventura, in California a nord di Ojai, Santa Paula e Fillmore. Fanno parte degli intervalli trasversali della California meridionale.

## Geografia
I monti Topatopa si trovano in direzione est delle montagne della Sierra Madre, e ad ovest delle montagne della Sierra Pelona. A sud si trova la valle di Santa Clara  in cui scorrono varie insenature a partire dalle montagne nel fiume di Santa Clara. La catena montuosa raggiunge un'altitudine di 2.047 m. Spesso, della neve cade sui picchi più elevati durante l'inverno.
Il lago Piru è l'unico grande bacino idrico situato all'interno delle montagne.

## Storia
I monti Topatopa si trovano nella foresta nazionale di Los Padres. Qui si trovano alcuni condor della California.